# Haggis
El haggis és el plat típic escocès més conegut. Consisteix en un pesat empapussat que se serveix tradicionalment amb puré de neeps i tatties, és a dir, de colinap i patates. De vegades se serveix sencer (és com una botifarra negra, curta i gruixuda) o d'altres esmicolada, sense la pell que l'envolta.
És un plat molt condimentat i de sabor intens. Encara que existeixen moltes receptes, algunes de les quals utilitzen moques de cérvol, normalment s'elabora a base de moques de xai o ovella (pulmó, fetge i cor) barrejades amb cebes, farina de civada, herbes i altres espècies, tot això embotit dintre d'una bossa feta de l'estómac de l'animal i cuit durant diverses hores.

## Història i popularitat
Aquest plat, considerat el plat nacional, es consumeix tradicionalment en el Sopar de Burns, dia en el qual es commemora el poeta nacional d'Escòcia Robert Burns. De primer plat se sol menjar una sopa de peix senzilla i molt saborosa, la cullen skink. Burns va escriure el poema Address to a Haggis, que comença: Fair fa' your honest, sonsie face, Great chieftain o' the puddin-race! Aboon them a' ye tak your place… i es recita com a part del sopar de celebració. En temps del poeta, el haggis era un guisat popular entre els pobres, ja que s'utilitzaven les parts de l'ovella que, d'una altra manera, haguessin estat desaprofitades.
El haggis està àmpliament estès en els supermercats d'Escòcia durant tot l'any i les marques més econòmiques estan normalment embotides en pells artificials en lloc d'estómacs, de la mateixa manera que les marques de salsitxes barates ja no s'emboteixen en intestins d'animal. Alguns d'aquests haggis s'elaboren en gran part amb derivats del porc en lloc d'ovella. A més, en gairebé totes les parades de fish and chips es venen petites racions juntament amb una ració de patates fregides. Hi ha també establiments de menjar ràpid que venen haggis burgers, hamburgueses de haggis, com una mena d'empanada fregida sobre un panet.

## Fets curiosos i cultura popular
Com que les lleis de sanitat de molts països prohibeixen alguns dels ingredients en la preparació del haggis (per exemple, als Estats Units la llei prohibeix la venda de pulmons de qualsevol animal per a consum humà), als expatriats escocesos i als seus descendents d'ultramar se'ls coneix com a contrabandistes per a poder obtenir el haggis original.
Aquest plat és objecte de diversió per a molta gent. Aquells que li pregunten a un escocès sobre ell rarament obtenen una resposta directa. La "resposta" habitual a "Què és un haggis?" molt sovint és: "Un haggis és una criatura petita de quatre potes de les Terres Altes d'Escòcia que té els membres d'un costat més curts que els de l'altre. Això significa que està ben adaptat a córrer pels turons a una altitud constant, sense haver d'ascendir o descendir. Tanmateix, es pot atrapar fàcilment un haggis corrent pel turó en direcció oposada". Sorprenentment, molts turistes es creuen aquest mite humorístic, i es queden perplexos –i possiblement decebuts– en sentir la veritat.
El haggis també s'utilitza en un esport anomenat haggis hurling, llançament de haggis, que consisteix a llançar tan lluny com sigui possible. El rècord mundial el té Alan Pettigrew des de l'agost de 1984, que va llançar un Haggis d'una lliura i mitja (680g) a una distància de 55,11 m a l'illa d'Inchmurrin, Loch Lomond.